# Gondregnies
Gondregnies (en néerlandais Gondreghem) est un village de la vallée de la Dendre, dans le Hainaut septentrional, en Belgique. Administrativement il fait aujourd'hui partie de la commune de Silly située en Région wallonne. C'était une commune à part entière avant la fusion des communes de 1977.

## Géographie
Situé sur la route nationale 523 (de Silly à Brugelette) le village est traversé par la Dendrelette, un ruisseau affluent de la Dendre orientale.

## Évolution démographique
- Sources : INS, Rem. : 1831 jusqu'en 1970 = recensements, 1976 = nombre d'habitants au 31 décembre.

## Patrimoine et culture

### Patrimoine architectural
- L’église Saint-Géry, édifiée sur l’emplacement d’une chapelle antérieure porte sur son fronton le chronogramme: “LeopoLDI prIorIs recIs hUIUsqUe pagI mUnIfICentI ereCta fUI », ce qui se traduit : « J’ai été construite grâce à la générosité de Léopold, roi remarquable de ce pays » et donne ainsi la date de 1835.
- Le château de Morval, qui appartient aux comtes d'Oultremont. Il a accueilli plusieurs concerts du Printemps Musical de Silly, dont certains en présence de la famille royale belge.

## Économie

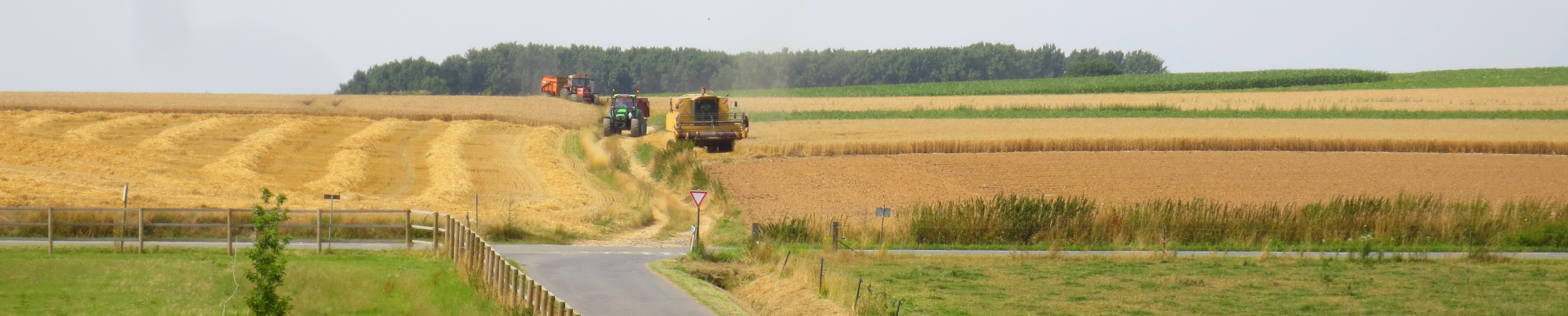
La ressource principale de Gondregnies reste l'agriculture